# Robert voor beste niet-Engelstalige film
De Robert voor beste niet-Engelstalige film (voorheen Robert voor beste buitenlandse film, tevens niet-Amerikaans), is een filmprijs die jaarlijks op de Robertfest uitgereikt wordt door de Danmarks Film Akademi.  

## Winnaars
| Jaar | Filmtitel                           |
| ---- | ----------------------------------- |
| 1993 | Strictly Ballroom                   |
| 1994 | The Piano                           |
| 1995 | The Remains of the Day              |
| 1997 | Il postino                          |
| 1998 | The Full Monty                      |
| 1999 | My name Is Joe                      |
| 2000 | La vita è bella Todo sobre mi madre |
| 2001 | Crouching Tiger, Hidden Dragon      |
| 2002 | Moulin Rouge!                       |
| 2003 | Le Fabuleux Destin d'Amélie Poulain |
| 2004 | Good bye, Lenin!                    |
| 2005 | Ondskan                             |
| 2006 | Der Untergang                       |
| 2007 | Das Leben der Anderen               |
| 2008 | Eastern Promises                    |
| 2009 | Maria Larssons eviga ögonblick      |
| 2010 | Slumdog Millionaire                 |
| 2011 | An Education                        |
| 2012 | The King's Speech                   |
| 2013 | Amour                               |
| 2014 | La Vie d'Adèle                      |
| 2015 | Turist                              |
| 2016 | Mommy                               |
| 2017 | Saul fia                            |
| 2018 | The Square                          |
| 2019 | Gräns                               |